# Сенат Колумбії
Сенат Колумбії (ісп. Senado de la República de Colombia) — верхня палата Конгресу Колумбії. Складається з 30 сенаторів, які обираються за пропорційною системою на 5 років.